# Habenaria macrura
Habenaria macrura är en orkidéart som beskrevs av Friedrich Fritz Wilhelm Ludwig Kraenzlin. Habenaria macrura ingår i släktet Habenaria och familjen orkidéer. Inga underarter finns listade i Catalogue of Life.